# Burg Nordhausen
Die Burg Nordhausen ist eine abgegangene Turmhügelburg (Motte) beim Ortsteil Nordhausen der Gemeinde Unterschneidheim im Ostalbkreis in Baden-Württemberg.

## Geschichte
Im Jahre 1108 wurde ein Bertholdi de Northusen erwähnt.
Die Herren von Nordhausen, die sich auch von Schneidheim nannten, hatten auf dieser Burg ihren Stammsitz. Spätestens ab der zweiten Hälfte des 14. Jahrhunderts war die Burg nicht mehr bewohnt und war verfallen. Dies geht aus einer Verkaufsurkunde vom 7. September 1384 hervor. Darin verkauften Carl von Gisslingen (Geislingen, Ortsteil von Unterschneidheim) und dessen Ehefrau Catharina von Mannsberg dem Dinkelsbühler Bürger Friderich Houer den Burgstall in Schneidheim (Snatten), den sie von Catharina der Güssen, der Witwe des Cunrat von Pfahlheim, und ihrem Sohn Rudolf von Pfahlheim abgekauft hatten.